# Campionato mondiale maschile under 19 di pallavolo 2025
Il Campionato mondiale maschile under 19 di pallavolo 2025, diciannovesima edizione del campionato mondiale, si è svolto dal 24 luglio al 3 agosto 2025 a Tashkent e Chirchiq, in Uzbekistan: al torneo hanno partecipato ventiquattro squadre nazionali under 19 e la vittoria finale è andata per la seconda volta consecutiva alla Francia.

## Impianti
|                                                                             |                                                                                     |  |
|                                                                             |                                                                                     |  |
| Yunusobod Sport Majmuasi Città: Tashkent Capienza: 2 450 Anno d'apertura: ? | Chirchiq Olimpiya Zaxiralari Kolleji Città: Chirchiq Capienza: ? Anno d'apertura: ? |  |

## Regolamento

### Formula
Le squadre, divise in quattro gironi mediante sorteggio, hanno disputato una prima fase strutturata con un girone all'italiana; al termine della prima fase:
- Le prime quattro di ogni girone hanno acceduto alla fase finale per il primo posto, strutturata in ottavi di finale, quarti di finale, semifinali, finale per il terzo posto e finale.
- Le quattro eliminate ai quarti di finale della fase finale per il primo posto hanno acceduto alla fase finale per il quinto posto, strutturata in semifinali, finale per il settimo posto e finale per il quinto posto.
- Le otto eliminate agli ottavi di finale della fase finale per il primo posto hanno acceduto alla fase finale per il nono posto, strutturata in quarti di finale, semifinali, finale per l'undicesimo posto e finale per il nono posto.
- Le quattro eliminate ai quarti di finale della fase finale per il nono posto hanno acceduto alla fase finale per il tredicesimo posto, strutturata in semifinali, finale per il quindicesimo posto e finale per il tredicesimo posto.
- Le ultime due classificate di ogni girone ha acceduto alla fase finale per il diciassettesimo posto, strutturata in quarti di finale, semifinali, finale per il diciannovesimo posto e finale per il diciassettesimo posto.
- Le quattro eliminate ai quarti di finale della fase finale per il diciassettisimo posto hanno acceduto alla fase finale per il ventunesimo posto, strutturata in semifinali, finale per il ventitreesimo posto e finale per il ventunesimo posto[3].

### Criteri di classifica
Se il risultato finale è stato di 3-0 o 3-1 sono stati assegnati 3 punti alla squadra vincente e 0 a quella sconfitta, se il risultato finale è stato di 3-2 sono stati assegnati 2 punti alla squadra vincente e 1 a quella sconfitta.
L'ordine del posizionamento in classifica è stato definito in base a:
- Numero di partite vinte;
- Punti;
- Ratio dei set vinti/persi;
- Ratio dei punti realizzati/subiti;
- Risultati degli scontri diretti[4].

## Squadre partecipanti
Hanno partecipato alla competizione la squadra della nazione organizzatrice, la squadra campione in carica e le nazioni qualificate attraverso i tornei continentali; per completare l'organico due squadre si sono qualificate grazie al miglior posizionamento nel ranking FIVB.
| Squadra       | Qualificazione                                                            | Ultima partecipazione |
| ------------- | ------------------------------------------------------------------------- | --------------------- |
| Algeria       | 3ª al Campionato africano maschile under 18 di pallavolo 2024             | Messico 2013          |
| Argentina     | 1ª al Campionato sudamericano maschile under 19 di pallavolo 2024         | Argentina 2023        |
| Belgio        | 6ª al Campionato europeo maschile under 18 di pallavolo 2024              | Argentina 2023        |
| Brasile       | 2ª al Campionato sudamericano maschile under 19 di pallavolo 2024         | Argentina 2023        |
| Bulgaria      | 6ª nel FIVB World Rankings                                                | Argentina 2023        |
| Canada        | 4ª al Campionato nordamericano maschile under 19 di pallavolo 2024        | Algeria 2005          |
| Cina          | 1ª al Campionato asiatico e oceaniano maschile under 18 di pallavolo 2024 | Bahrein 2017          |
| Colombia      | 3ª al Campionato sudamericano maschile under 19 di pallavolo 2024         | Argentina 2023        |
| Corea del Sud | 4ª nel FIVB World Rankings                                                | Argentina 2023        |
| Cuba          | 2ª al Campionato nordamericano maschile under 19 di pallavolo 2024        | Iran 2021             |
| Egitto        | 2ª al Campionato africano maschile under 18 di pallavolo 2024             | Argentina 2023        |
| Finlandia     | 5ª al Campionato europeo maschile under 18 di pallavolo 2024              | Messico 2013          |
| Francia       | Campione in carica                                                        | Argentina 2023        |
| Giappone      | 4ª al Campionato asiatico e oceaniano maschile under 18 di pallavolo 2024 | Argentina 2023        |
| Iran          | 2ª al Campionato asiatico e oceaniano maschile under 18 di pallavolo 2024 | Argentina 2023        |
| Italia        | 2ª al Campionato europeo maschile under 18 di pallavolo 2024              | Argentina 2023        |
| Pakistan      | 3ª al Campionato asiatico e oceaniano maschile under 18 di pallavolo 2024 | Debutto               |
| Polonia       | 3ª al Campionato europeo maschile under 18 di pallavolo 2024              | Iran 2021             |
| Porto Rico    | 3ª al Campionato nordamericano maschile under 19 di pallavolo 2024        | Argentina 2023        |
| Spagna        | 4ª al Campionato europeo maschile under 18 di pallavolo 2024              | Argentina 2011        |
| Stati Uniti   | 1ª al Campionato nordamericano maschile under 19 di pallavolo 2024        | Argentina 2023        |
| Tunisia       | 1ª al Campionato africano maschile under 18 di pallavolo 2024             | Tunisia 2019          |
| Turchia       | 7ª al Campionato europeo maschile under 18 di pallavolo 2024              | Bahrein 2017          |
| Uzbekistan    | Paese organizzatore                                                       | Debutto               |

## Torneo

### Prima fase
| Girone A   | Girone B | Girone C | Girone D      |
| ---------- | -------- | -------- | ------------- |
| Argentina  | Algeria  | Egitto   | Brasile       |
| Belgio     | Bulgaria | Iran     | Colombia      |
| Pakistan   | Canada   | Italia   | Cuba          |
| Porto Rico | Cina     | Polonia  | Corea del Sud |
| Turchia    | Francia  | Spagna   | Finlandia     |
| Uzbekistan | Giappone | Tunisia  | Stati Uniti   |

#### Girone A

##### Risultati
| 24 luglio 2025 Yunusobod Sport Majmuasi, Tashkent Durata: 1h:07 - Spettatori: 278   | Belgio     | 0 - 3 | Pakistan   | 19-25, 17-25, 22-25               |
| 24 luglio 2025 Yunusobod Sport Majmuasi, Tashkent Durata: 1h:17 - Spettatori: 1 258 | Argentina  | 3 - 0 | Porto Rico | 25-19, 25-21, 25-23               |
| 24 luglio 2025 Yunusobod Sport Majmuasi, Tashkent Durata: 1h:16 - Spettatori: 2 000 | Uzbekistan | 3 - 0 | Turchia    | 25-22, 25-19, 25-17               |
| 25 luglio 2025 Yunusobod Sport Majmuasi, Tashkent Durata: 1h:29 - Spettatori: 280   | Belgio     | 3 - 0 | Porto Rico | 25-21, 25-21, 25-16               |
| 25 luglio 2025 Yunusobod Sport Majmuasi, Tashkent Durata: 1h:48 - Spettatori: 300   | Argentina  | 3 - 2 | Turchia    | 21-25, 25-23, 25-22, 22-25, 15-12 |
| 25 luglio 2025 Yunusobod Sport Majmuasi, Tashkent Durata: 1h:22 - Spettatori: 2 053 | Uzbekistan | 0 - 3 | Pakistan   | 23-25, 18-25, 21-25               |
| 26 luglio 2025 Yunusobod Sport Majmuasi, Tashkent Durata: 1h:05 - Spettatori: 150   | Pakistan   | 3 - 0 | Turchia    | 25-17, 25-19, 25-19               |
| 26 luglio 2025 Yunusobod Sport Majmuasi, Tashkent Durata: 1h:44 - Spettatori: 100   | Belgio     | 3 - 2 | Argentina  | 24-26, 17-25, 25-21, 25-18, 15-12 |
| 26 luglio 2025 Yunusobod Sport Majmuasi, Tashkent Durata: 1h:04 - Spettatori: 2 028 | Uzbekistan | 3 - 0 | Porto Rico | 25-18, 25-21, 25-14               |
| 28 luglio 2025 Yunusobod Sport Majmuasi, Tashkent Durata: 1h:20 - Spettatori: 250   | Belgio     | 3 - 1 | Turchia    | 25-14, 20-25, 25-19, 25-12        |
| 28 luglio 2025 Yunusobod Sport Majmuasi, Tashkent Durata: 1h:03 - Spettatori: 225   | Porto Rico | 0 - 3 | Pakistan   | 20-25, 20-25, 15-25               |
| 28 luglio 2025 Yunusobod Sport Majmuasi, Tashkent Durata: 1h:28 - Spettatori: 2 100 | Uzbekistan | 1 - 3 | Argentina  | 19-25, 25-20, 19-25, 15-25        |
| 29 luglio 2025 Yunusobod Sport Majmuasi, Tashkent Durata: 1h:34 - Spettatori: 250   | Argentina  | 3 - 2 | Pakistan   | 24-26, 25-18, 25-21, 16-25, 15-11 |
| 29 luglio 2025 Yunusobod Sport Majmuasi, Tashkent Durata: 1h:12 - Spettatori: 265   | Porto Rico | 0 - 3 | Turchia    | 20-25, 26-28, 22-25               |
| 29 luglio 2025 Yunusobod Sport Majmuasi, Tashkent Durata: 0h:58 - Spettatori: 2 037 | Uzbekistan | 0 - 3 | Belgio     | 14-25, 16-25, 18-25               |

##### Classifica
| Pos. | Squadra    | Pt | G | V | P | SV | SP | Ratio | PF  | PS  | Ratio |
| ---- | ---------- | -- | - | - | - | -- | -- | ----- | --- | --- | ----- |
| 1.   | Pakistan   | 13 | 5 | 4 | 1 | 14 | 3  | 4,667 | 401 | 335 | 1,197 |
| 2.   | Belgio     | 11 | 5 | 4 | 1 | 12 | 6  | 2,000 | 409 | 353 | 1,159 |
| 3.   | Argentina  | 11 | 5 | 4 | 1 | 14 | 8  | 1,750 | 485 | 455 | 1,066 |
| 4.   | Uzbekistan | 6  | 5 | 2 | 3 | 7  | 9  | 0,778 | 338 | 356 | 0,949 |
| 5.   | Turchia    | 4  | 5 | 1 | 4 | 6  | 12 | 0,500 | 368 | 421 | 0,874 |
| 6.   | Porto Rico | 0  | 5 | 0 | 5 | 0  | 15 | 0,000 | 297 | 378 | 0,786 |

      Qualificata agli ottavi di finale.
      Qualificata ai play-off 17º-24º posto.

#### Girone B

##### Risultati
| 24 luglio 2025 Chirchiq Olimpiya Zaxiralari Kolleji, Chirchiq Durata: 1h:40 - Spettatori:     | Francia  | 3 - 1 | Canada   | 22-25, 25-22, 25-20, 25-20        |
| 24 luglio 2025 Chirchiq Olimpiya Zaxiralari Kolleji, Chirchiq Durata: 1h:06 - Spettatori: 200 | Bulgaria | 3 - 0 | Algeria  | 25-17, 25-17, 25-19               |
| 24 luglio 2025 Chirchiq Olimpiya Zaxiralari Kolleji, Chirchiq Durata: 1h:19 - Spettatori:     | Giappone | 0 - 3 | Cina     | 25-27, 26-28, 15-25               |
| 25 luglio 2025 Chirchiq Olimpiya Zaxiralari Kolleji, Chirchiq Durata: 0h:54 - Spettatori: 225 | Francia  | 3 - 0 | Algeria  | 25-16, 25-14, 25-14               |
| 25 luglio 2025 Chirchiq Olimpiya Zaxiralari Kolleji, Chirchiq Durata: 1h:36 - Spettatori:     | Bulgaria | 3 - 1 | Cina     | 25-17, 25-23, 22-25, 25-19        |
| 25 luglio 2025 Chirchiq Olimpiya Zaxiralari Kolleji, Chirchiq Durata: 1h:39 - Spettatori: 300 | Giappone | 3 - 1 | Canada   | 27-29, 25-11, 25-23, 25-20        |
| 26 luglio 2025 Chirchiq Olimpiya Zaxiralari Kolleji, Chirchiq Durata: 2h:02 - Spettatori:     | Francia  | 2 - 3 | Cina     | 35-37, 22-25, 25-20, 25-20, 12-15 |
| 26 luglio 2025 Chirchiq Olimpiya Zaxiralari Kolleji, Chirchiq Durata: 1h:36 - Spettatori:     | Bulgaria | 3 - 1 | Giappone | 25-23, 27-25, 20-25, 25-16        |
| 26 luglio 2025 Chirchiq Olimpiya Zaxiralari Kolleji, Chirchiq Durata: 1h:49 - Spettatori: 175 | Algeria  | 3 - 1 | Canada   | 19-25, 28-26, 30-28, 25-21        |
| 28 luglio 2025 Chirchiq Olimpiya Zaxiralari Kolleji, Chirchiq Durata: 1h:59 - Spettatori:     | Francia  | 3 - 2 | Giappone | 33-35, 23-25, 25-21, 25-19, 17-15 |
| 28 luglio 2025 Chirchiq Olimpiya Zaxiralari Kolleji, Chirchiq Durata: 1h:07 - Spettatori:     | Bulgaria | 3 - 0 | Canada   | 25-17, 25-23, 25-21               |
| 28 luglio 2025 Chirchiq Olimpiya Zaxiralari Kolleji, Chirchiq Durata: 1h:08 - Spettatori: 200 | Cina     | 3 - 0 | Algeria  | 25-21, 25-16, 25-20               |
| 29 luglio 2025 Chirchiq Olimpiya Zaxiralari Kolleji, Chirchiq Durata: 1h:09 - Spettatori:     | Francia  | 3 - 0 | Bulgaria | 25-18, 27-25, 25-19               |
| 29 luglio 2025 Chirchiq Olimpiya Zaxiralari Kolleji, Chirchiq Durata: 1h:06 - Spettatori:     | Giappone | 3 - 0 | Algeria  | 25-18, 25-21, 25-18               |
| 29 luglio 2025 Chirchiq Olimpiya Zaxiralari Kolleji, Chirchiq Durata: 1h:04 - Spettatori: 150 | Cina     | 3 - 0 | Canada   | 25-20, 25-17, 25-13               |

##### Classifica
| Pos. | Squadra  | Pt | G | V | P | SV | SP | Ratio | PF  | PS  | Ratio |
| ---- | -------- | -- | - | - | - | -- | -- | ----- | --- | --- | ----- |
| 1.   | Bulgaria | 12 | 5 | 4 | 1 | 12 | 5  | 2,400 | 406 | 364 | 1,115 |
| 2.   | Francia  | 12 | 5 | 4 | 1 | 14 | 6  | 2,333 | 491 | 425 | 1,155 |
| 3.   | Cina     | 11 | 5 | 4 | 1 | 13 | 5  | 2,600 | 431 | 389 | 1,108 |
| 4.   | Giappone | 7  | 5 | 2 | 3 | 9  | 10 | 0,900 | 447 | 440 | 1,016 |
| 5.   | Algeria  | 3  | 5 | 1 | 4 | 3  | 13 | 0,231 | 313 | 400 | 0,782 |
| 6.   | Canada   | 0  | 5 | 0 | 5 | 3  | 15 | 0,200 | 381 | 451 | 0,845 |

      Qualificata agli ottavi di finale.
      Qualificata ai play-off 17º-24º posto.

#### Girone C

##### Risultati
| 24 luglio 2025 Chirchiq Olimpiya Zaxiralari Kolleji, Chirchiq Durata: 1h:54 - Spettatori: 350 | Iran    | 2 - 3 | Spagna  | 22-25, 25-20, 23-25, 25-21, 12-15 |
| 24 luglio 2025 Chirchiq Olimpiya Zaxiralari Kolleji, Chirchiq Durata: 1h:16 - Spettatori: 185 | Egitto  | 3 - 0 | Tunisia | 25-18, 30-28, 28-26               |
| 24 luglio 2025 Chirchiq Olimpiya Zaxiralari Kolleji, Chirchiq Durata: 2h:00 - Spettatori: 250 | Italia  | 2 - 3 | Polonia | 25-20, 22-25, 22-25, 25-14, 18-20 |
| 25 luglio 2025 Chirchiq Olimpiya Zaxiralari Kolleji, Chirchiq Durata: 1h:42 - Spettatori: 199 | Iran    | 3 - 2 | Polonia | 25-22, 25-14, 17-25, 14-25, 15-13 |
| 25 luglio 2025 Chirchiq Olimpiya Zaxiralari Kolleji, Chirchiq Durata: 1h:22 - Spettatori: 200 | Egitto  | 1 - 3 | Spagna  | 20-25, 25-23, 16-25, 20-25        |
| 25 luglio 2025 Chirchiq Olimpiya Zaxiralari Kolleji, Chirchiq Durata: 1h:00 - Spettatori: 41  | Italia  | 3 - 0 | Tunisia | 25-18, 25-13, 25-14               |
| 26 luglio 2025 Chirchiq Olimpiya Zaxiralari Kolleji, Chirchiq Durata: 1h:01 - Spettatori: 150 | Iran    | 3 - 0 | Tunisia | 25-20, 25-15, 25-20               |
| 26 luglio 2025 Chirchiq Olimpiya Zaxiralari Kolleji, Chirchiq Durata: 1h:32 - Spettatori: 280 | Polonia | 1 - 3 | Spagna  | 19-25, 17-25, 25-20, 22-25        |
| 26 luglio 2025 Chirchiq Olimpiya Zaxiralari Kolleji, Chirchiq Durata: 1h:00 - Spettatori: 150 | Italia  | 3 - 0 | Egitto  | 25-19, 25-19, 25-18               |
| 28 luglio 2025 Chirchiq Olimpiya Zaxiralari Kolleji, Chirchiq Durata: 1h:08 - Spettatori: 50  | Iran    | 3 - 0 | Egitto  | 25-16, 25-22, 25-20               |
| 28 luglio 2025 Chirchiq Olimpiya Zaxiralari Kolleji, Chirchiq Durata: 1h:07 - Spettatori: 75  | Tunisia | 0 - 3 | Polonia | 19-25, 21-25, 17-25               |
| 28 luglio 2025 Chirchiq Olimpiya Zaxiralari Kolleji, Chirchiq Durata: 1h:41 - Spettatori: 300 | Italia  | 3 - 1 | Spagna  | 22-25, 31-29, 25-17, 29-27        |
| 29 luglio 2025 Chirchiq Olimpiya Zaxiralari Kolleji, Chirchiq Durata: 1h:08 - Spettatori: 105 | Egitto  | 0 - 3 | Polonia | 24-26, 17-25, 21-25               |
| 29 luglio 2025 Chirchiq Olimpiya Zaxiralari Kolleji, Chirchiq Durata: 0h:54 - Spettatori: 100 | Tunisia | 0 - 3 | Spagna  | 14-25, 19-25, 20-25               |
| 29 luglio 2025 Chirchiq Olimpiya Zaxiralari Kolleji, Chirchiq Durata: 1h:35 - Spettatori: 465 | Iran    | 1 - 3 | Italia  | 16-25, 28-26, 24-26, 17-25        |

##### Classifica
| Pos. | Squadra | Pt | G | V | P | SV | SP | Ratio | PF  | PS  | Ratio |
| ---- | ------- | -- | - | - | - | -- | -- | ----- | --- | --- | ----- |
| 1.   | Italia  | 13 | 5 | 4 | 1 | 14 | 5  | 2,800 | 471 | 388 | 1,214 |
| 2.   | Spagna  | 11 | 5 | 4 | 1 | 13 | 7  | 1,857 | 472 | 431 | 1,095 |
| 3.   | Iran    | 9  | 5 | 3 | 2 | 12 | 8  | 1,500 | 438 | 420 | 1,043 |
| 4.   | Polonia | 9  | 5 | 3 | 2 | 12 | 8  | 1,500 | 437 | 422 | 1,036 |
| 5.   | Egitto  | 3  | 5 | 1 | 4 | 4  | 12 | 0,333 | 340 | 396 | 0,859 |
| 6.   | Tunisia | 0  | 5 | 0 | 5 | 0  | 15 | 0,000 | 282 | 383 | 0,736 |

      Qualificata agli ottavi di finale.
      Qualificata ai play-off 17º-24º posto.

#### Girone D

##### Risultati
| 24 luglio 2025 Yunusobod Sport Majmuasi, Tashkent Durata: 1h:47 - Spettatori: 306             | Stati Uniti   | 1 - 3 | Finlandia     | 25-17, 17-25, 21-25, 20-25        |
| 24 luglio 2025 Chirchiq Olimpiya Zaxiralari Kolleji, Chirchiq Durata: 1h:01 - Spettatori: 100 | Brasile       | 3 - 0 | Colombia      | 25-17, 25-21, 25-15               |
| 24 luglio 2025 Chirchiq Olimpiya Zaxiralari Kolleji, Chirchiq Durata: 1h:05 - Spettatori: 277 | Corea del Sud | 3 - 0 | Cuba          | 25-21, 25-20, 25-20               |
| 25 luglio 2025 Yunusobod Sport Majmuasi, Tashkent Durata: 1h:05 - Spettatori: 431             | Corea del Sud | 3 - 0 | Colombia      | 25-18, 25-23, 25-17               |
| 25 luglio 2025 Chirchiq Olimpiya Zaxiralari Kolleji, Chirchiq Durata: 1h:23 - Spettatori: 200 | Stati Uniti   | 3 - 1 | Cuba          | 17-25, 25-19, 25-15, 25-21        |
| 25 luglio 2025 Chirchiq Olimpiya Zaxiralari Kolleji, Chirchiq Durata: 1h:04 - Spettatori: 100 | Brasile       | 0 - 3 | Finlandia     | 22-25, 18-25, 22-25               |
| 26 luglio 2025 Yunusobod Sport Majmuasi, Tashkent Durata: 1h:03 - Spettatori: 324             | Corea del Sud | 3 - 0 | Brasile       | 25-16, 25-21, 25-22               |
| 26 luglio 2025 Chirchiq Olimpiya Zaxiralari Kolleji, Chirchiq Durata: 0h:59 - Spettatori: 225 | Cuba          | 0 - 3 | Finlandia     | 23-25, 20-25, 15-25               |
| 26 luglio 2025 Chirchiq Olimpiya Zaxiralari Kolleji, Chirchiq Durata: 1h:47 - Spettatori: 400 | Stati Uniti   | 3 - 2 | Colombia      | 25-19, 19-25, 25-18, 30-32, 15-9  |
| 28 luglio 2025 Yunusobod Sport Majmuasi, Tashkent Durata: 1h:35 - Spettatori: 400             | Colombia      | 3 - 2 | Cuba          | 26-24, 25-18, 16-25, 17-25, 16-14 |
| 28 luglio 2025 Chirchiq Olimpiya Zaxiralari Kolleji, Chirchiq Durata: 1h:11 - Spettatori:     | Stati Uniti   | 0 - 3 | Brasile       | 21-25, 22-25, 22-25               |
| 28 luglio 2025 Chirchiq Olimpiya Zaxiralari Kolleji, Chirchiq Durata: 1h:46 - Spettatori: 400 | Corea del Sud | 2 - 3 | Finlandia     | 20-25, 25-14, 25-20, 19-25, 21-23 |
| 29 luglio 2025 Yunusobod Sport Majmuasi, Tashkent Durata: 1h:22 - Spettatori: 279             | Colombia      | 1 - 3 | Finlandia     | 25-22, 21-25, 15-25, 21-25        |
| 29 luglio 2025 Chirchiq Olimpiya Zaxiralari Kolleji, Chirchiq Durata: 1h:32 - Spettatori: 500 | Stati Uniti   | 3 - 1 | Corea del Sud | 25-27, 28-26, 25-22, 25-19        |
| 29 luglio 2025 Chirchiq Olimpiya Zaxiralari Kolleji, Chirchiq Durata: 1h:08 - Spettatori: 150 | Brasile       | 3 - 0 | Cuba          | 25-18, 27-25, 25-23               |

##### Classifica
| Pos. | Squadra       | Pt | G | V | P | SV | SP | Ratio | PF  | PS  | Ratio |
| ---- | ------------- | -- | - | - | - | -- | -- | ----- | --- | --- | ----- |
| 1.   | Finlandia     | 14 | 5 | 5 | 0 | 15 | 4  | 3,750 | 446 | 395 | 1,129 |
| 2.   | Corea del Sud | 10 | 5 | 3 | 2 | 12 | 6  | 2,000 | 429 | 388 | 1,106 |
| 3.   | Brasile       | 9  | 5 | 3 | 2 | 9  | 6  | 1,500 | 348 | 334 | 1,042 |
| 4.   | Stati Uniti   | 8  | 5 | 3 | 2 | 10 | 10 | 1,000 | 457 | 444 | 1,029 |
| 5.   | Colombia      | 3  | 5 | 1 | 4 | 6  | 14 | 0,429 | 396 | 467 | 0,848 |
| 6.   | Cuba          | 1  | 5 | 0 | 5 | 3  | 15 | 0,200 | 371 | 419 | 0,885 |

      Qualificata agli ottavi di finale.
      Qualificata ai play-off 17º-24º posto.

### Finali 1º e 3º posto
|  | Ottavi di finale | Ottavi di finale | Ottavi di finale |  |  | Quarti di finale | Quarti di finale | Quarti di finale |        |   | Semifinali | Semifinali | Semifinali |         |   | Finale          | Finale          | Finale          |  |
|  |                  |                  |                  |  |  |                  |                  |                  |        |   |            |            |            |         |   |                 |                 |                 |  |
|  | 2D               | Corea del Sud    | 3                |  |  |                  |                  |                  |        |   |            |            |            |         |   |                 |                 |                 |  |
|  | 3B               | Cina             | 0                |  |  | 2D               | Corea del Sud    | 2                |        |   |            |            |            |         |   |                 |                 |                 |  |
|  | 1A               | Pakistan         | 2                |  |  | 4C               | Polonia          | 3                |        |   |            |            |            |         |   |                 |                 |                 |  |
|  | 4C               | Polonia          | 3                |  |  |                  |                  |                  |        |   | 4C         | Polonia    | 3          |         |   |                 |                 |                 |  |
|  | 2C               | Spagna           | 3                |  |  |                  |                  | 2C               | Spagna | 0 |            |            |            |         |   |                 |                 |                 |  |
|  | 3A               | Argentina        | 0                |  |  | 2C               | Spagna           | 3                |        |   |            |            |            |         |   |                 |                 |                 |  |
|  | 1B               | Bulgaria         | 3                |  |  | 1B               | Bulgaria         | 2                |        |   |            |            |            |         |   |                 |                 |                 |  |
|  | 4D               | Stati Uniti      | 2                |  |  |                  |                  |                  |        |   | 4C         | Polonia    | 1          |         |   |                 |                 |                 |  |
|  | 2B               | Francia          | 3                |  |  |                  |                  |                  |        |   |            |            | 2B         | Francia | 3 |                 |                 |                 |  |
|  | 3D               | Brasile          | 0                |  |  | 2B               | Francia          | 3                |        |   |            |            |            |         |   |                 |                 |                 |  |
|  | 1C               | Italia           | 3                |  |  | 1C               | Italia           | 1                |        |   |            |            |            |         |   |                 |                 |                 |  |
|  | 4A               | Uzbekistan       | 0                |  |  |                  |                  |                  |        |   | 2B         | Francia    | 3          |         |   | Finale 3º posto | Finale 3º posto | Finale 3º posto |  |
|  | 2A               | Belgio           | 1                |  |  |                  |                  | 3C               | Iran   | 1 |            |            |            |         |   |                 |                 |                 |  |
|  | 3C               | Iran             | 3                |  |  | 3C               | Iran             | 3                |        |   |            |            |            |         |   | 2C              | Spagna          | 3               |  |
|  | 1D               | Finlandia        | 3                |  |  | 1D               | Finlandia        | 1                |        |   | 3C         | Iran       | 2          |         |   |                 |                 |                 |  |
|  | 4B               | Giappone         | 0                |  |  |                  |                  |                  |        |   |            |            |            |         |   |                 |                 |                 |  |

#### Ottavi di finale
| 30 luglio 2025 Yunusobod Sport Majmuasi, Tashkent Durata: 1h:09 - Spettatori: 183             | Spagna        | 3 - 0 | Argentina   | 25-22, 25-23, 27-25               |
| 30 luglio 2025 Chirchiq Olimpiya Zaxiralari Kolleji, Chirchiq Durata: 1h:11 - Spettatori: 200 | Corea del Sud | 3 - 0 | Cina        | 25-22, 25-19, 25-22               |
| 30 luglio 2025 Yunusobod Sport Majmuasi, Tashkent Durata: 1h:53 - Spettatori: 225             | Pakistan      | 2 - 3 | Polonia     | 25-21, 23-25, 25-17, 21-25, 16-18 |
| 30 luglio 2025 Chirchiq Olimpiya Zaxiralari Kolleji, Chirchiq Durata: 1h:54 - Spettatori:     | Bulgaria      | 3 - 2 | Stati Uniti | 25-22, 25-23, 20-25, 14-25, 16-14 |
| 30 luglio 2025 Yunusobod Sport Majmuasi, Tashkent Durata: 1h:29 - Spettatori: 756             | Belgio        | 1 - 3 | Iran        | 19-25, 25-17, 19-25, 20-25        |
| 30 luglio 2025 Chirchiq Olimpiya Zaxiralari Kolleji, Chirchiq Durata: 1h:17 - Spettatori: 300 | Francia       | 3 - 0 | Brasile     | 25-18, 25-22, 25-21               |
| 30 luglio 2025 Yunusobod Sport Majmuasi, Tashkent Durata: 0h:57 - Spettatori: 1 700           | Italia        | 3 - 0 | Uzbekistan  | 25-18, 25-14, 25-14               |
| 30 luglio 2025 Chirchiq Olimpiya Zaxiralari Kolleji, Chirchiq Durata: 1h:06 - Spettatori: 350 | Finlandia     | 3 - 0 | Giappone    | 25-22, 27-25, 25-21               |

#### Quarti di finale
| 1º agosto 2025 Yunusobod Sport Majmuasi, Tashkent Durata: 2h:30 - Spettatori: 250 | Corea del Sud | 2 - 3 | Polonia   | 17-25, 26-24, 25-27, 25-19, 13-15 |
| 1º agosto 2025 Yunusobod Sport Majmuasi, Tashkent Durata: 1h:54 - Spettatori: 790 | Francia       | 3 - 1 | Italia    | 25-22, 21-25, 32-30, 25-18        |
| 1º agosto 2025 Yunusobod Sport Majmuasi, Tashkent Durata: 2h:07 - Spettatori: 400 | Spagna        | 3 - 2 | Bulgaria  | 24-26, 19-25, 25-17, 25-17, 15-8  |
| 1º agosto 2025 Yunusobod Sport Majmuasi, Tashkent Durata: 1h:47 - Spettatori: 520 | Iran          | 3 - 1 | Finlandia | 30-28, 21-25, 25-16, 25-20        |

#### Semifinali
| 2 agosto 2025 Yunusobod Sport Majmuasi, Tashkent Durata: 1h:14 - Spettatori: 552 | Polonia | 3 - 0 | Spagna | 25-16, 25-16, 25-20        |
| 2 agosto 2025 Yunusobod Sport Majmuasi, Tashkent Durata: 1h:35 - Spettatori: 950 | Francia | 3 - 1 | Iran   | 14-25, 25-14, 25-22, 25-19 |

#### Finale 3º posto
| 3 agosto 2025 Yunusobod Sport Majmuasi, Tashkent Durata: 1h:59 - Spettatori: 1 000 | Spagna | 3 - 2 | Iran | 23-25, 25-23, 15-25, 25-21, 15-10 |

#### Finale
| 3 agosto 2025 Yunusobod Sport Majmuasi, Tashkent Durata: 1h:27 - Spettatori: 2 375 | Polonia | 1 - 3 | Francia | 25-22, 22-25, 15-25, 12-25 |

### Finali 5º e 7º posto
|  | Semifinali | Semifinali    | Semifinali |        |    | Finale 5º posto | Finale 5º posto | Finale 5º posto |  |
|  |            |               |            |        |    |                 |                 |                 |  |
|  | 2D         | Corea del Sud | 0          |        |    |                 |                 |                 |  |
|  | 2D         | Corea del Sud | 0          |        |    |                 |                 |                 |  |
|  | 1B         | Bulgaria      | 3          |        |    |                 |                 |                 |  |
|  | 1B         | Bulgaria      | 3          |        | 1B | Bulgaria        | 1               |                 |  |
|  |            |               |            |        | 1B | Bulgaria        | 1               |                 |  |
|  |            |               | 1C         | Italia | 3  |                 |                 |                 |  |
|  | 1C         | Italia        | 1C         | Italia | 3  | 3               |                 |                 |  |
|  | 1C         | Italia        |            |        |    | 3               |                 |                 |  |
|  | 1D         | Finlandia     | 0          |        |    | Finale 7º posto | Finale 7º posto | Finale 7º posto |  |
|  | 1D         | Finlandia     | 0          |        |    |                 |                 |                 |  |
|  |            |               |            |        |    |                 |                 |                 |  |
|  |            |               |            |        |    | 2D              | Corea del Sud   | 1               |  |
|  |            |               |            |        |    | 2D              | Corea del Sud   | 1               |  |
|  |            |               |            |        |    | 1D              | Finlandia       | 3               |  |

#### Semifinali
| 2 agosto 2025 Yunusobod Sport Majmuasi, Tashkent Durata: 1h:04 - Spettatori: 175 | Corea del Sud | 0 - 3 | Bulgaria  | 17-25, 23-25, 21-25 |
| 2 agosto 2025 Yunusobod Sport Majmuasi, Tashkent Durata: 1h:11 - Spettatori: 325 | Italia        | 3 - 0 | Finlandia | 25-19, 25-20, 25-23 |

#### Finale 7º posto
| 3 agosto 2025 Chirchiq Olimpiya Zaxiralari Kolleji, Chirchiq Durata: 1h:25 - Spettatori: 50 | Corea del Sud | 1 - 3 | Finlandia | 19-25, 21-25, 25-21, 21-25 |

#### Finale 5º posto
| 3 agosto 2025 Chirchiq Olimpiya Zaxiralari Kolleji, Chirchiq Durata: 1h:29 - Spettatori: 100 | Bulgaria | 1 - 3 | Italia | 25-21, 19-25, 19-25, 20-25 |

### Finali 9º e 11º posto
|  | Quarti di finale | Quarti di finale | Quarti di finale |           |    | Semifinali | Semifinali | Semifinali |    |                  | Finale 9º posto  | Finale 9º posto  | Finale 9º posto |  |
|  |                  |                  |                  |           |    |            |            |            |    |                  |                  |                  |                 |  |
|  | 3B               | Cina             | 3                |           |    |            |            |            |    |                  |                  |                  |                 |  |
|  | 3B               | Cina             | 3                |           |    |            |            |            |    |                  |                  |                  |                 |  |
|  | 1A               | Pakistan         | 0                |           |    |            |            |            |    |                  |                  |                  |                 |  |
|  | 1A               | Pakistan         | 0                |           | 3B | Cina       | 3          |            |    |                  |                  |                  |                 |  |
|  |                  |                  |                  |           | 3B | Cina       | 3          |            |    |                  |                  |                  |                 |  |
|  |                  |                  | 3A               | Argentina | 2  |            |            |            |    |                  |                  |                  |                 |  |
|  | 3A               | Argentina        | 3A               | Argentina | 2  | 3          |            |            |    |                  |                  |                  |                 |  |
|  | 3A               | Argentina        |                  |           |    |            |            |            |    |                  |                  |                  |                 |  |
|  | 4D               | Stati Uniti      | 2                |           |    |            |            |            |    |                  |                  |                  |                 |  |
|  | 4D               | Stati Uniti      | 2                |           | 3B | Cina       | 3          |            |    |                  |                  |                  |                 |  |
|  |                  |                  |                  |           |    |            |            |            |    |                  |                  |                  |                 |  |
|  |                  |                  | 3D               | Brasile   | 0  |            |            |            |    |                  |                  |                  |                 |  |
|  | 3D               | Brasile          | 3D               | Brasile   | 0  | 3          |            |            |    |                  |                  |                  |                 |  |
|  | 3D               | Brasile          |                  |           |    | 3          |            |            |    |                  |                  |                  |                 |  |
|  | 4A               | Uzbekistan       | 1                |           |    |            |            |            |    |                  |                  |                  |                 |  |
|  | 4A               | Uzbekistan       | 1                |           | 3D | Brasile    | 3          |            |    | Finale 11º posto | Finale 11º posto | Finale 11º posto |                 |  |
|  |                  |                  |                  |           | 3D | Brasile    | 3          |            |    |                  |                  |                  |                 |  |
|  |                  |                  | 2A               | Belgio    | 1  |            |            |            |    |                  |                  |                  |                 |  |
|  | 2A               | Belgio           | 2A               | Belgio    | 1  | 3          |            |            | 3A | Argentina        | 1                |                  |                 |  |
|  | 2A               | Belgio           |                  |           |    |            |            |            | 3A | Argentina        | 1                |                  |                 |  |
|  | 4B               | Giappone         | 2                |           |    | 2A         | Belgio     | 3          |    |                  |                  |                  |                 |  |

#### Quarti di finale
| 1º agosto 2025 Chirchiq Olimpiya Zaxiralari Kolleji, Chirchiq Durata: 1h:26 - Spettatori:     | Cina      | 3 - 0 | Pakistan    | 25-19, 25-18, 25-18               |
| 1º agosto 2025 Chirchiq Olimpiya Zaxiralari Kolleji, Chirchiq Durata: 1h:27 - Spettatori: 500 | Brasile   | 3 - 1 | Uzbekistan  | 25-13, 23-25, 25-15, 25-18        |
| 1º agosto 2025 Chirchiq Olimpiya Zaxiralari Kolleji, Chirchiq Durata: 1h:42 - Spettatori:     | Argentina | 3 - 2 | Stati Uniti | 22-25, 25-21, 21-25, 25-20, 15-9  |
| 1º agosto 2025 Chirchiq Olimpiya Zaxiralari Kolleji, Chirchiq Durata: 2h:01 - Spettatori: 154 | Belgio    | 3 - 2 | Giappone    | 18-25, 42-40, 25-21, 21-25, 15-11 |

#### Semifinali
| 2 agosto 2025 Chirchiq Olimpiya Zaxiralari Kolleji, Chirchiq Durata: 2h:27 - Spettatori: 100 | Cina    | 3 - 2 | Argentina | 21-25, 23-25, 25-20, 35-33, 15-13 |
| 2 agosto 2025 Chirchiq Olimpiya Zaxiralari Kolleji, Chirchiq Durata: 1h:27 - Spettatori: 150 | Brasile | 3 - 1 | Belgio    | 20-25, 25-20, 25-16, 25-16        |

#### Finale 11º posto
| 3 agosto 2025 Chirchiq Olimpiya Zaxiralari Kolleji, Chirchiq Durata: 1h:35 - Spettatori: 50 | Argentina | 1 - 3 | Belgio | 19-25, 23-25, 26-24, 19-25 |

#### Finale 9º posto
| 3 agosto 2025 Chirchiq Olimpiya Zaxiralari Kolleji, Chirchiq Durata: 1h:21 - Spettatori: 55 | Cina | 3 - 0 | Brasile | 27-25, 25-21, 26-24 |

### Finali 13º e 15º posto
|  | Semifinali | Semifinali  | Semifinali |            |    | Finale 13º posto | Finale 13º posto | Finale 13º posto |  |
|  |            |             |            |            |    |                  |                  |                  |  |
|  | 1A         | Pakistan    | 3          |            |    |                  |                  |                  |  |
|  | 1A         | Pakistan    | 3          |            |    |                  |                  |                  |  |
|  | 4D         | Stati Uniti | 1          |            |    |                  |                  |                  |  |
|  | 4D         | Stati Uniti | 1          |            | 1A | Pakistan         | 3                |                  |  |
|  |            |             |            |            | 1A | Pakistan         | 3                |                  |  |
|  |            |             | 4A         | Uzbekistan | 0  |                  |                  |                  |  |
|  | 4A         | Uzbekistan  | 4A         | Uzbekistan | 0  | 3                |                  |                  |  |
|  | 4A         | Uzbekistan  |            |            |    | 3                |                  |                  |  |
|  | 4B         | Giappone    | 1          |            |    | Finale 15º posto | Finale 15º posto | Finale 15º posto |  |
|  | 4B         | Giappone    | 1          |            |    |                  |                  |                  |  |
|  |            |             |            |            |    |                  |                  |                  |  |
|  |            |             |            |            |    | 4D               | Stati Uniti      | 3                |  |
|  |            |             |            |            |    | 4D               | Stati Uniti      | 3                |  |
|  |            |             |            |            |    | 4B               | Giappone         | 2                |  |

#### Semifinali
| 2 agosto 2025 Chirchiq Olimpiya Zaxiralari Kolleji, Chirchiq Durata: 1h:52 - Spettatori: 200 | Pakistan   | 3 - 1 | Stati Uniti | 25-14, 22-25, 25-18, 25-23 |
| 2 agosto 2025 Chirchiq Olimpiya Zaxiralari Kolleji, Chirchiq Durata: 1h:35 - Spettatori: 500 | Uzbekistan | 3 - 1 | Giappone    | 14-25, 25-21, 25-21, 25-14 |

#### Finale 15º posto
| 3 agosto 2025 Chirchiq Olimpiya Zaxiralari Kolleji, Chirchiq Durata: 1h:51 - Spettatori: 38 | Stati Uniti | 3 - 2 | Giappone | 20-25, 25-16, 25-15, 23-25, 15-12 |

#### Finale 13º posto
| 3 agosto 2025 Yunusobod Sport Majmuasi, Tashkent Durata: 1h:10 - Spettatori: 2 100 | Pakistan | 3 - 0 | Uzbekistan | 25-18, 25-19, 25-18 |

### Finali 17º e 19º posto
|  | Quarti di finale | Quarti di finale | Quarti di finale |            |    | Semifinali | Semifinali | Semifinali |    |                  | Finale 17º posto | Finale 17º posto | Finale 17º posto |  |
|  |                  |                  |                  |            |    |            |            |            |    |                  |                  |                  |                  |  |
|  | 5A               | Turchia          | 3                |            |    |            |            |            |    |                  |                  |                  |                  |  |
|  | 5A               | Turchia          | 3                |            |    |            |            |            |    |                  |                  |                  |                  |  |
|  | 6C               | Tunisia          | 2                |            |    |            |            |            |    |                  |                  |                  |                  |  |
|  | 6C               | Tunisia          | 2                |            | 5A | Turchia    | 0          |            |    |                  |                  |                  |                  |  |
|  |                  |                  |                  |            | 5A | Turchia    | 0          |            |    |                  |                  |                  |                  |  |
|  |                  |                  | 6D               | Cuba       | 3  |            |            |            |    |                  |                  |                  |                  |  |
|  | 5B               | Algeria          | 6D               | Cuba       | 3  | 0          |            |            |    |                  |                  |                  |                  |  |
|  | 5B               | Algeria          |                  |            |    |            |            |            |    |                  |                  |                  |                  |  |
|  | 6D               | Cuba             | 3                |            |    |            |            |            |    |                  |                  |                  |                  |  |
|  | 6D               | Cuba             | 3                |            | 6D | Cuba       | 3          |            |    |                  |                  |                  |                  |  |
|  |                  |                  |                  |            |    |            |            |            |    |                  |                  |                  |                  |  |
|  |                  |                  | 6A               | Porto Rico | 0  |            |            |            |    |                  |                  |                  |                  |  |
|  | 5C               | Egitto           | 6A               | Porto Rico | 0  | 0          |            |            |    |                  |                  |                  |                  |  |
|  | 5C               | Egitto           |                  |            |    | 0          |            |            |    |                  |                  |                  |                  |  |
|  | 6A               | Porto Rico       | 3                |            |    |            |            |            |    |                  |                  |                  |                  |  |
|  | 6A               | Porto Rico       | 3                |            | 6A | Porto Rico | 3          |            |    | Finale 19º posto | Finale 19º posto | Finale 19º posto |                  |  |
|  |                  |                  |                  |            | 6A | Porto Rico | 3          |            |    |                  |                  |                  |                  |  |
|  |                  |                  | 5D               | Colombia   | 1  |            |            |            |    |                  |                  |                  |                  |  |
|  | 5D               | Colombia         | 5D               | Colombia   | 1  | 3          |            |            | 5A | Turchia          | 2                |                  |                  |  |
|  | 5D               | Colombia         |                  |            |    |            |            |            | 5A | Turchia          | 2                |                  |                  |  |
|  | 6B               | Canada           | 1                |            |    | 5D         | Colombia   | 3          |    |                  |                  |                  |                  |  |

#### Quarti di finale
| 30 luglio 2025 Chirchiq Olimpiya Zaxiralari Kolleji, Chirchiq Durata: 1h:38 - Spettatori: 123 | Turchia  | 3 - 2 | Tunisia    | 24-26, 25-22, 25-16, 22-25, 15-12 |
| 30 luglio 2025 Chirchiq Olimpiya Zaxiralari Kolleji, Chirchiq Durata: 1h:08 - Spettatori: 40  | Egitto   | 0 - 3 | Porto Rico | 23-25, 22-25, 15-25               |
| 30 luglio 2025 Chirchiq Olimpiya Zaxiralari Kolleji, Chirchiq Durata: 1h:02 - Spettatori: 50  | Algeria  | 0 - 3 | Cuba       | 19-25, 23-25, 12-25               |
| 30 luglio 2025 Chirchiq Olimpiya Zaxiralari Kolleji, Chirchiq Durata: 1h:30 - Spettatori: 100 | Colombia | 3 - 1 | Canada     | 17-25, 25-23, 26-24, 25-22        |

#### Semifinali
| 1º agosto 2025 Chirchiq Olimpiya Zaxiralari Kolleji, Chirchiq Durata: 1h:14 - Spettatori: 250 | Turchia    | 0 - 3 | Cuba     | 22-25, 18-25, 21-25        |
| 1º agosto 2025 Chirchiq Olimpiya Zaxiralari Kolleji, Chirchiq Durata: 1h:41 - Spettatori: 53  | Porto Rico | 3 - 1 | Colombia | 25-17, 24-26, 25-20, 25-21 |

#### Finale 19º posto
| 2 agosto 2025 Chirchiq Olimpiya Zaxiralari Kolleji, Chirchiq Durata: 1h:56 - Spettatori: 42 | Turchia | 2 - 3 | Colombia | 25-20, 22-25, 25-20, 23-25, 12-15 |

#### Finale 17º posto
| 2 agosto 2025 Chirchiq Olimpiya Zaxiralari Kolleji, Chirchiq Durata: 1h:14 - Spettatori: 55 | Cuba | 3 - 0 | Porto Rico | 25-23, 25-22, 25-20 |

### Finali 21º e 23º posto
|  | Semifinali | Semifinali | Semifinali |        |    | Finale 21º posto | Finale 21º posto | Finale 21º posto |  |
|  |            |            |            |        |    |                  |                  |                  |  |
|  | 6C         | Tunisia    | 3          |        |    |                  |                  |                  |  |
|  | 6C         | Tunisia    | 3          |        |    |                  |                  |                  |  |
|  | 5B         | Algeria    | 2          |        |    |                  |                  |                  |  |
|  | 5B         | Algeria    | 2          |        | 6C | Tunisia          | 0                |                  |  |
|  |            |            |            |        | 6C | Tunisia          | 0                |                  |  |
|  |            |            | 5C         | Egitto | 3  |                  |                  |                  |  |
|  | 5C         | Egitto     | 5C         | Egitto | 3  | 3                |                  |                  |  |
|  | 5C         | Egitto     |            |        |    | 3                |                  |                  |  |
|  | 6B         | Canada     | 0          |        |    | Finale 23º posto | Finale 23º posto | Finale 23º posto |  |
|  | 6B         | Canada     | 0          |        |    |                  |                  |                  |  |
|  |            |            |            |        |    |                  |                  |                  |  |
|  |            |            |            |        |    | 5B               | Algeria          | 0                |  |
|  |            |            |            |        |    | 5B               | Algeria          | 0                |  |
|  |            |            |            |        |    | 6B               | Canada           | 3                |  |

#### Semifinali
| 1º agosto 2025 Chirchiq Olimpiya Zaxiralari Kolleji, Chirchiq Durata: 1h:39 - Spettatori: 55 | Tunisia | 3 - 2 | Algeria | 25-19, 28-30, 21-25, 25-17, 15-7 |
| 1º agosto 2025 Chirchiq Olimpiya Zaxiralari Kolleji, Chirchiq Durata: 1h:04 - Spettatori: 65 | Egitto  | 3 - 0 | Canada  | 25-22, 25-16, 25-20              |

#### Finale 23º posto
| 2 agosto 2025 Chirchiq Olimpiya Zaxiralari Kolleji, Chirchiq Durata: 1h:15 - Spettatori: 104 | Algeria | 0 - 3 | Canada | 21-25, 21-25, 28-30 |

#### Finale 21º posto
| 2 agosto 2025 Chirchiq Olimpiya Zaxiralari Kolleji, Chirchiq Durata: 1h:11 - Spettatori: 50 | Tunisia | 0 - 3 | Egitto | 18-25, 18-25, 21-25 |

## Classifica finale
| Pos     | Squadra       | Rosa |
| ------- | ------------- | --- |
| Oro     | Francia       | Formazione: 3 Delaporte, 5 Martzluff, 6 Dukic, 8 Schmitz-Straumann, 9 Respaut, 10 Jokanovic, 13 Natzev, 14 Laplace, 15 Crâne, 17 Nowaczyk, 21 Iyegbekedo, 22 Duflos Rossi, CT: Leprovost   |
| Argento | Polonia       | Formazione: 3 Chrzanowski, 4 Szczurowski, 5 Łysoń, 7 Steyer, 8 Olejniczak, 11 Drąg, 12 Skóra, 13 Ślusarz, 15 Przybyłkowicz, 16 Trawka, 20 Głowa, 24 Lenik, CT: Nawrocki                    |
| Bronzo  | Spagna        | Formazione: 1 Cañadas, 2 Barrasa, 4 Tugores, 6 Dezuttere, 9 Rejón, 10 Gómez, 11 Ríos, 14 Kunda, 15 García, 16 Irache, 17 Miguel, 19 Okafor, CT: Mosquera                                   |
| 4       | Iran          | Formazione: 1 Amin, 4 Saedati, 5 Barzkar, 6 Bateni, 7 Zamani, 11 Naderi, 13 Havar, 15 Sakhavi, 16 Rafieirad, 19 Asiaei, 21 Ramezani, 23 Gallehdar, CT: Gholami                             |
| 5       | Italia        | Formazione: 2 Argilagos, 3 Benacchio, 5 Basso, 6 Porro, 8 Ciampi, 9 Argano, 10 Garello, 11 Romano, 12 Bertoncello, 13 Zlatanov, 14 Giani, 18 Tosti, CT: Conci                              |
| 6       | Bulgaria      | Formazione: 2 Nikolaev, 3 Veličkov, 7 Marinov, 9 Uzunov, 14 Tiholov, 17 Konstantinov, 19 Manolev, 20 Petkov, 21 Mihovski, 22 Totkov, 33 Marinski, 99 Pejčinov, CT: Živkov                  |
| 7       | Finlandia     | Formazione: 1 Kuukasjärvi, 3 Huikari, 7 Viljamaa, 8 Puhakka, 9 Vesanen, 10 Vanhatupa, 11 Ahvenjärvi, 12 Kolehmainen, 13 Salmijärvi, 15 Kaijanto, 17 Siika-aho, 19 Ruohola, CT: Keskisipilä |
| 8       | Corea del Sud | Formazione: 1 Im, 2 Lee J.H., 3 Bang, 4 Lee H.J., 5 Choi, 7 Cho, 8 Sun, 9 Park S.Y., 10 Park G.S., 11 Lee S.I., 12 Lee S.Y., 13 Song, CT: Kim                                              |
| 9       | Cina          | Formazione: 1 Ding, 3 Hu, 4 Yu, 5 Gong M.H., 6 Zhong, 10 Zhang, 15 Wang, 17 Gong H.Q., 18 Chen, 19 Zheng, 22 Li, 88 Jin, CT: Hou                                                           |
| 10      | Brasile       | Formazione: 1 Lessa, 2 Aleixo, 4 Rocha, 5 Pereira, 6 Scalcon, 7 Anjos, 9 Almeida, 11 Romano, 14 Veiga, 15 Lourenço, 17 Perrut, 18 Carvalho, CT: Rodrigues                                  |
| 11      | Belgio        | Formazione: 2 Hubert, 3 Mertens, 5 Speltinckx, 6 Rauwoens, 7 Devoghel, 8 Vanbroekhoven, 10 Strobbe, 11 Stoliar, 15 Coussens, 17 Vermariën, 29 Neyens, 31 Van Pelt, CT: Moyaert             |
| 12      | Argentina     | Formazione: 2 Yapura, 4 D'Aversa, 6 Pavón, 7 Gay, 8 Debonis, 9 Flores, 11 Guidi Correa, 12 Omarini, 14 Ferrer Bessone, 15 Iraldi, 21 Santarelli, 77 Sinner, CT: Martínez Granados          |
| 13      | Pakistan      | Formazione: 3 Jabran, 4 Siddique, 5 Hassan, 6 Yahya, 7 T. Ahmad, 8 Irfan, 9 J. Ahmad, 10 Shah, 12 Hayat, 13 Junaid, 14 T. Khan, 20 Saud, CT: S. Khan                                       |
| 14      | Uzbekistan    | Formazione: 1 Nurillaev, 2 Hakimov, 3 Adilbek, 4 Elbek, 5 Khalimov, 6 Varzilov, 7 Sharipov, 8 Azzamov, 9 Juraev, 10 Mamayusufov, 11 Mamadaliyev, 12 Safarov, CT: Moro                      |
| 15      | Stati Uniti   | Formazione: 1 Bluth, 4 Helle, 5 Taylor, 8 Jordan, 10 Douphner, 12 Urbina, 16 Soerensen, 19 Payne, 20 Lamoureux, 21 Dryden, 23 Batista, 28 Henige, CT: Sullivan                             |
| 16      | Giappone      | Formazione: 1 Masajedi, 2 Farooq, 3 Matsuda, 4 Maeda, 5 Nomura, 6 Segawa, 7 Nakayama, 9 Teraoka, 10 Takahashi, 11 Wada, 12 Sakiyama, 13 Suzuki, CT: Toyota                                 |
| 17      | Cuba          | Formazione: 1 Herrera, 3 Toledano, 4 Gonzalez, 5 Marrero, 6 Medina, 7 Acosta, 9 Rodriguez, 12 Sainz, 14 Guimera, 16 Prentis, 18 Flaquet, 19 Dominguez, CT: Estrada                         |
| 18      | Porto Rico    | Formazione: 1 Cherubin, 2 Vázquez, 3 Carrillo, 4 Cruz, 5 Aponte, 6 Soriano, 8 Rodriguez, 10 Castello, 14 López, 15 Pérez, 18 Álvarez, 26 González, CT: Albarrán                            |
| 19      | Colombia      | Formazione: 1 Ocoro, 4 Ortiz, 7 Castro, 8 Gutiérrez, 10 Restrepo, 12 Moreno, 14 Hernández, 15 Viafara, 17 Martínez, 20 Mena, 23 Solis, 25 Salgado, CT: Quiceno                             |
| 20      | Turchia       | Formazione: 1 Karahan, 3 Ayrancı, 6 Aslan, 7 Ünver, 9 Şentürk, 10 Alaca, 11 Erginay, 12 Han, 13 Uzunca, 16 Yağlı, 24 Barlak, 29 Biber, CT: Yılmaz                                          |
| 21      | Egitto        | Formazione: 3 Shahin, 5 Abo Gabal, 6 M. Basha, 7 Nasr, 8 Eissa, 13 Ahmed, 14 Sheko, 15 Elfeki, 16 Tayea, 17 Elbehiry, 21 O. Basha, 24 Ghonim, CT: Tawfik                                   |
| 22      | Tunisia       | Formazione: 2 Ayari, 3 Kssibi, 5 Lotai, 6 Hfaiedh, 7 Gharbi, 8 Bouaziz, 10 Ben Arab, 11 Jemai, 12 Mefteh, 13 Alimi, 16 Abidi, 23 Hassine, CT: Ben Salem                                    |
| 23      | Canada        | Formazione: 3 Brown, 6 Lewis, 7 Vandenheuvel, 8 Arseneault, 9 DeZutter, 10 Veith, 13 Hiscox, 15 McDonald, 16 Miles, 24 Ocampo, 51 Jamieson, 77 Baraniuk, CT: Ota                           |
| 24      | Algeria       | Formazione: 1 Takherist, 2 Djaziri, 5 Mezian, 6 Sennane, 7 Bensalah, 8 Benlakhdar, 9 Belqassim, 10 Bourouba, 15 Ghomari, 16 Aberkane, 17 Titraoui, 18 Addou, CT: Cheniti                   |

## Premi individuali
| Premio                | Nome              | Squadra |
| --------------------- | ----------------- | ------- |
| MVP                   | Andrej Jokanovic  | Francia |
| Miglior palleggiatore | Maciej Drąg       | Polonia |
| Miglior opposto       | César Irache      | Spagna  |
| Miglior schiacciatore | Andrej Jokanovic  | Francia |
| Miglior schiacciatore | Noa Duflos Rossi  | Francia |
| Miglior centrale      | Daniel Iyegbekedo | Francia |
| Miglior centrale      | Tymoteusz Lenik   | Polonia |
| Miglior libero        | Guillaume Respaut | Francia |

## Statistiche
| Rendimento individuale | Rendimento individuale | Rendimento individuale | Rendimento individuale |
| Pos.                   | Nome                   | Punti                  | Squadra                |
| ---------------------- | ---------------------- | ---------------------- | ---------------------- |
| 1                      | César Irache           | 231                    | Spagna                 |
| 2                      | Karen Masajedi         | 197                    | Giappone               |
| 3                      | Maksymilian Łysoń      | 191                    | Polonia                |
| 4                      | Grant Lamoureux        | 177                    | Stati Uniti            |
| 5                      | Maicol Ortiz           | 166                    | Colombia               |

| Attacchi vincenti | Attacchi vincenti | Attacchi vincenti | Attacchi vincenti |
| Pos.              | Nome              | Punti             | Squadra           |
| ----------------- | ----------------- | ----------------- | ----------------- |
| 1                 | César Irache      | 208               | Spagna            |
| 2                 | Karen Masajedi    | 184               | Giappone          |
| 3                 | Maksymilian Łysoń | 171               | Polonia           |
| 4                 | Grant Lamoureux   | 149               | Stati Uniti       |
| 5                 | Guilhem Hubert    | 142               | Belgio            |

| Muri vincenti | Muri vincenti       | Muri vincenti | Muri vincenti |
| Pos.          | Nome                | Punti         | Squadra       |
| ------------- | ------------------- | ------------- | ------------- |
| 1             | Muhammad Saud       | 33            | Pakistan      |
| 2             | Mohammadnima Bateni | 31            | Iran          |
| 3             | Roman Payne         | 29            | Stati Uniti   |
| 4             | Tymoteusz Lenik     | 26            | Polonia       |
| 5             | Iván Pavón          | 24            | Argentina     |
| 5             | Tuur Vanbroekhoven  | 24            | Belgio        |

| Battute vincenti | Battute vincenti | Battute vincenti | Battute vincenti |
| Pos.             | Nome             | Punti            | Squadra          |
| ---------------- | ---------------- | ---------------- | ---------------- |
| 1                | Bang Kang-Ho     | 21               | Corea del Sud    |
| 2                | Andrej Jokanovic | 16               | Francia          |
| 3                | İsmail Ayrancı   | 14               | Turchia          |
| 4                | Guilhem Hubert   | 13               | Belgio           |
| 4                | Grant Lamoureux  | 13               | Stati Uniti      |